# 종채희
종채희(鍾采羲, 영어: Iris Chung, 1987년 10월 21일 ~ ), 영국에서 태어난 홍콩 모델이다. 산리오 디자이너 경력있고 모델 겸 배우 진정의 후배 중 하나다.

## 영화 및 드라마
| 연도   | 제목                         | 역할 | 비고     |
| ------ | ---------------------------- | ---- | -------- |
| 2012   | 《여자 아파트》              |      | 미니영화 |
| 2012   | 《5월꽃의 진정한 사랑》      |      | 미니영화 |
| 2013   | 《미스터 & 미세스 플레이어》 | 대변 |          |
| 2014   | 《당백호가 날다》            | 동향 |          |
| 미개봉 | 《도성풍운3》                |      |          |

## 개인 작품

### 사진집
- 2010년《인사이드》
- 2011년《왓썹》
- 2012년《아이리스 종 섹시 아이콘 2012》

### 뮤직비디오
- 《내 사랑이 감기에 걸린다》가수: 진사동 & 왕가기